# Натухајци
Натухајци (Натухаји) су черкеско племе чија се територија простирала дуж обале Црног мора јужно од племена Хатукај, а затим према Абхазији. У уском подручју дуж обале, ово племе је контролисало луке на делу обале Црног мора, назване по њима и Натухајска обала, и налазило се на значајном транзитном трговачком путу између унутрашњости и обале.